# Kitty Winn
Katherine Tupper, conocida con el nombre artístico de Kitty Winn (Washington D. C., 21 de febrero de 1944), es una actriz estadounidense conocida por su interpretación de Helen, una adicta a la heroína, en el drama romántico The Panic in Needle Park (1971) y por su papel recurrente de Sharon Spencer en la franquicia de películas de terror The Exorcist (1973 y 1977).

## Vida y carrera
Kitty Winn nació en Washington D. C. el 21 de febrero de 1944 y pasó gran parte de su infancia en China, India y Japón debido a que su padre era oficial del ejército. Tiene un hermano. Debutó en Broadway en 1969 con la obra Las tres hermanas y ganó la Palma de Oro en el Festival de Cannes por su interpretación en la película The Panic in Needle Park, de 1971, donde compartió reparto con Al Pacino.
Su papel más conocido fue el de Sharon Spencer en la película El exorcista (1973) y en Exorcista II: el hereje (1977). Su última película fue Espejos (1978), donde interpreta a Marianne Whitman, una mujer que está maldita.
Se retiró de la actuación en 1978 después de casarse, para dedicarse a su familia. Volvió para interpretar a Cordelia en The Tragedy of King Lear para KCET en 1983. No regresaría a los escenarios hasta 2011, cuando interpretó el papel principal en The Last Romance en el Teatro de Repertorio de San José. Por esta actuación, fue nominada para un premio a la mejor actriz por el Círculo de Críticos del Teatro del Área de la Bahía de San Francisco.

## Filmografía

### Cine
- The Panic in Needle Park (1971)
- They Might Be Giants (1971)
- El exorcista (1973)
- Peeper (1975)
- Exorcista II: el hereje (1977)
- Mirrors (1978)

### Televisión
- NET Playhouse (1 episodio)
- The House That Would Not Die (1970) (TV)
- Man on a String (1972) (TV)
- Message to My Daughter (1973) (TV)
- The Streets of San Francisco (1 episodio)
- The Carpenters (1974) (TV)
- Miles to Go Before I Sleep (1975) (TV)
- Cannon (1 episodio)
- Most Wanted (1976) (TV)
- Kojak (2 episodios)
- The Last Hurrah (1977) (TV)
- Jessie (1984, 1 episodio)
- The Tragedy of King Lear (1983)

## Premios y distinciones
Festival Internacional de Cine de Cannes
| Año  | Categoría    | Trabajo nominado         | Resultado |
| ---- | ------------ | ------------------------ | --------- |
| 1971 | Mejor actriz | The Panic in Needle Park | Ganadora  |